# Hanne Hedelund
Hanne Hedelund Nielsen (født 20. juni 1957) er en dansk skuespiller
Hanne Hedelund er uddannet fra Skuespillerskolen ved Odense Teater i 1987.
Hun modtog en Robert for årets kvindelige birolle i 2008 for sin rolle i Kunsten at græde i kor.

## Filmografi

### Film
| År   | Titel                  | Rolle                      |
| ---- | ---------------------- | -------------------------- |
| 1998 | Forbudt for børn       | Camillas mor               |
| 2007 | Hjemve                 |                            |
| 2007 | Kunsten at græde i kor | Allans mor                 |
| 2008 | Comeback               | Kirsten                    |
| 2010 | Broderskab             | Moderen                    |
| 2015 | Idealisten             | Birgit Løgstrup, arkivchef |
| 2018 | Ditte & Louise         | Lægesekretær               |
| 2022 | Du som er i himlen     | Jordemoder Iversen         |

### Tv-serier
| År   | Titel                             | Rolle            | Note(r)                                   |
| ---- | --------------------------------- | ---------------- | ----------------------------------------- |
| 1996 | Bryggeren                         | Jacobine Friis   | afsnit 1-6                                |
| 2000 | Pyrus i Alletiders Eventyr        | Fiskerkone       | tv-julekalender                           |
| 2001 | Rejseholdet                       | Regitze          | afsnit 24; Assistancemelding A-12/01      |
| 2004 | Ørnen                             | Posedame         | afsnit 3; Kodenavn: Skylla                |
| 2008 | Anna Pihl                         | Pernille Varberg | afsnit 21; Manden i mosen                 |
| 2009 | Forbrydelsen II                   | Connie Vemmer    | afsnit 7 & 8                              |
| 2011 | Borgen                            | Jytte            | afsnit 11-15                              |
| 2013 | Dicte                             | Ulla Hjelmsborg  | afsnit 6: Skjulte fejl og mangler - del 2 |
| 2020 | Equinox                           | Lene             | afsnit 1-6                                |
| 2020 | Når støvet har lagt sig           | Mona             | afsnit 3                                  |
| 2021 | Den som dræber - Fanget af mørket | Mette Quist      | afsnit 11                                 |